# デウスト大学
デウスト大学（でうすとだいがく、スペイン語: Universidad de Deusto、バスク語: Deustuko Unibertsitatea）は、スペイン・バスク州にある大学。イエズス会によるカトリック大学である。メインキャンパスと本部はビスカヤ県ビルバオにあり、ギプスコア県サン・セバスティアンにもサブキャンパスを持つ。

## 歴史
イエズス会によって、デウスト大学は1886年に開校した。巨大な建物は建築家のマルケスによって設計され、当時はビルバオ最大の建物だった。ビルバオのメインキャンパスは、ネルビオン川を挟んでビルバオ・グッゲンハイム美術館の対岸のデウスト区に立地している。大学名にもなっているデウスト区はビルバオの一地区だが、創立当時はビルバオから独立した基礎自治体だった。1916年に設立されたビジネスカレッジは、50年近くもスペインで唯一のそれであり、1973年に経済学・経営学部となった。

### スペイン内戦と戦後
1931年のスペイン第二共和政成立はデウスト大学に大きな影響を与えた。1932年1月23日、スペイン政府は政令でイエズス会の会社を解散させ、イエズス会が所有する大学は閉鎖された。いくつかの講義はビスカヤ文化学院で続けられ、経済学部の講義はスペイン内戦の勃発まで通常通り行われた。スペイン内戦中の大学は軍事基地となっていたが、1937年にビルバオが陥落すると、病院、食料供給センター、強制収容所として使用された。1940年10月に授業が再開された。
1938年から1974年までのフランシスコ・フランコ政権下の文官大臣の出身大学を見ると、72人中41人がマドリード大学、10人がデウスト大学、5人がバルセロナ大学、16人がその他であり、デウスト大学はスペイン屈指のエリート養成機関として、スペイン全土からブルジョワの子弟を集めた。バスク祖国と自由(ETA)の前身であるEKINはデウスト大学が発祥の地であり、デウスト大学はバスク民族主義者たちの牙城だった。

### スペイン政府の公認
1962年時点で、デウスト大学の名前はバスク州全域やスペイン全土で広く知られており、卒業生は実業界、政治界、文化界などで活躍していた。しかし、イエズス会が設置したカトリック大学であるデウスト大学での研究は公認されておらず、州立大学での学位認定試験を受験する必要があった。このため、社会的には大学として認知されていたが、公認を求める行動が行われた。1962年4月5日、スペイン政府とローマ法王庁はカトリック大学の法的地位を認めることで合意に達し、1963年8月10日、デウスト大学はローマ法王庁による公認を受けた。9月には法学部、哲学・芸術学専攻がスペイン政府に認可された。これ以降は学生数が急速に増加し、500人から1000人に、また5年後には1,000人から2,700人に増加した。10年後には5,000人となり、現在の学生数は14,000人に達している。1973年には経済学・経営学部が認可され、1979年にはコンピュータ科学部（現在の工学部）が認可された。デウスト大学はアリストス・キャンパス・ムンドゥス2015の一員である。

### サン・セバスティアン・キャンパスの建設
サン・セバスティアン・キャンパスの起源は1956年まで遡る。当初は経営学、法学、経済社会学、工学の準備段階の講座が開設され、イエズス会が管理と運営を委託された。1960年にはこの組織がEUGと名付けられ、1963年にはEUTGの敷石として技術研究部門が置かれた。1979年、経済学・経営学部はUDに依存する学部となり、1990年にはサン・セバスティアン・キャンパスがデウスト大学にとって2番目のキャンパスとなった。今日のサン・セバスティアン・キャンパスには、経済学・経営学部、人文科学部、観光学専攻、社会労働学専攻が存在する。

## 開設学部

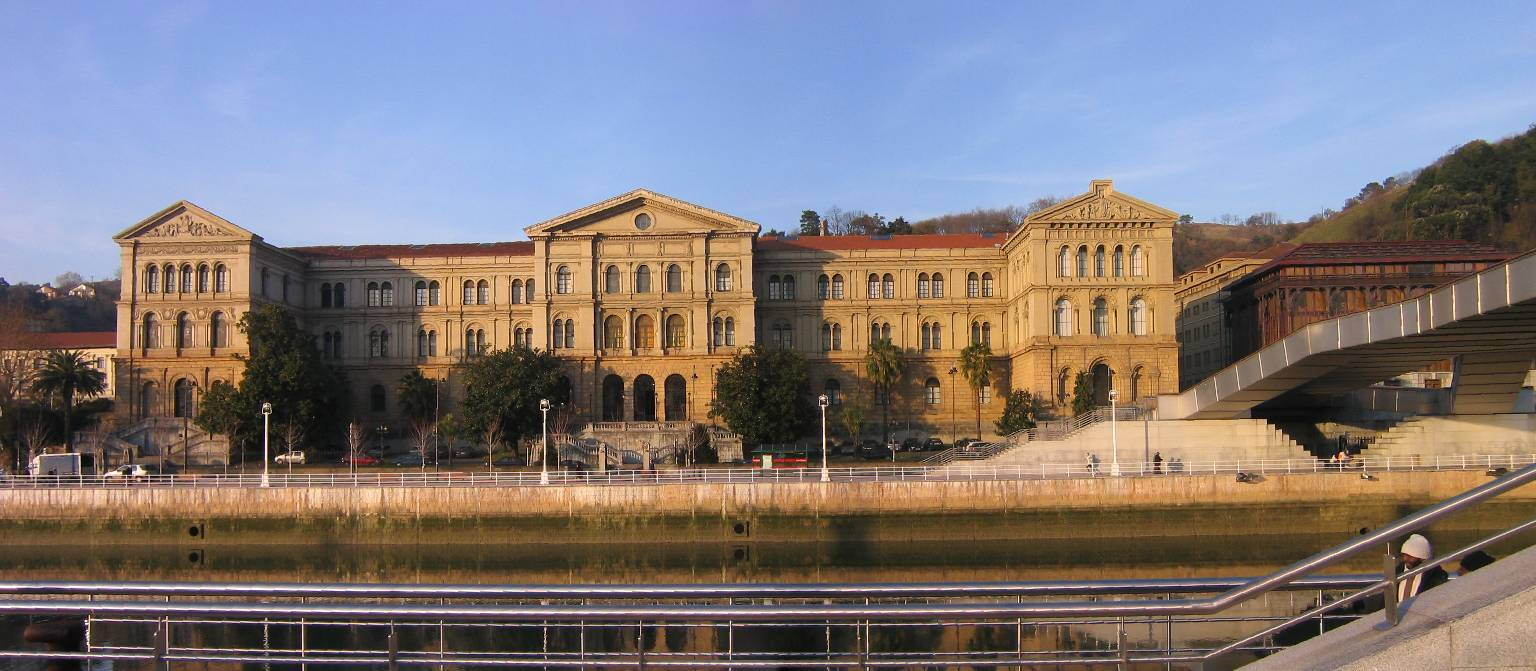
デウスト大学の本部棟

- 経済学・経営学部 (Economics and Business Administration)
- 社会学・人文科学部 (Social and Human Sciences)
- 法学部 (Law)
- 工学部 (Engineering)
- 心理学・教育学部 (Psychology and Education)
- 神学部 (Theology)

## 著名な関係者

### 教員
- ペドロ・アルペ – イエズス会第28代総長。カトリック司祭。
- フランシスコ・ガラテ – イエズス会員。
- シャビエル・アルサリュス – イエズス会員。政治家。元バスク民族主義党党首。法学部教授（専門はバスク語による憲法）。
- アンドレス・オルティス＝オセス – 哲学者・著述家。神学部教授（専門は聖書解釈）。
- フランシスコ・ハビエル・エルソ – 社会学者。

### 卒業生
政治界
- ホセ・アントニオ・アギーレ – 政治家。バスク州政府初代首相。法学専攻。
- ハビエル・イバーラ – 実業家・著作家・政治家。ビルバオ市長（1963年-1969年）。
- カルロス・ガライコエチェア – 政治家。バスク州政府首相（1979年-1985年）。法経済学学専攻。
- ホセ・アントニオ・アルダンサ・ガロ – 政治家。バスク州政府首相（1985年-1999年）。法学専攻。
- アンヘル・エレーラ・オリア – ジャーナリスト・政治家。法学専攻。
- アグスティン・ロドリゲス・サアグン – 政治家・実業家。マドリード市長（1989年-1991年）。法学専攻。
- エステバン・デ・ビルバオ・エグイア – 政治家。カルリスト。哲学・文学専攻。
- ホアキン・アルムニア - 政治家。元スペイン社会労働党党首、現欧州委員会メンバー。法学・経済学専攻。
- ビクトル・プラデラ・ラルンベ – 政治家。カルリスト。土木工学専攻。
- ホセ・マヌエル・ガルシア＝マルガーリョ - 政治家。スペイン外務・協力大臣（2011年-在職中）。法学専攻。
- イニゴ・ウルクリュ – 政治家。バスク州政府首相（2012年-在職中）。バスク民族主義党党首（2008年-在職中）。
- ロベルト・ウルダネタ – 政治家。元コロンビア大統領（1951年-1953年）。社会科学・法学専攻。

- アイトール・エステバン – 政治家。ビスカヤ県議会議長（1995年-2003年）。
- イドイア・セナルツァベイティア – 政治家。バスク州政府副知事（1999年-2009年）。経済学・法学専攻。
- イサスクン・ビルバオ - 政治家。バスク州議会議長（2005年-2009年）。法学専攻。
- サンティアゴ・アバスカル - 政治家。VOX党の党首。2019年4月28日の2019年4月スペイン議会総選挙で党結成後初の下院・上院で24議席を獲得。

経済界
- エミリオ・ボティン – 銀行家。サンタンデール銀行総裁。経済学専攻。
- マリオ・コンデ – 銀行家・実業家。法学部首席卒業。
- ペドロ・モレネス - 実業家・政治家。スペイン国防大臣（2011年-在職中）。経済学専攻。
- コルド・ゴロスティアガ – 経済学・法学者。欧州議会議員（1999年-2004年）。法学専攻。
- フアン・マヌエル・エギアガライ – 経済学者・実業家・政治家。スペインの経済産業大臣（1993年-1996年）。経済学・法学専攻。
- フェルナンド・ガライ – 法律家・経済学者。アスレティック・ビルバオ会長。経済法専攻。
- マヌエル・ガルシア・ドゥラン – 実業家。グルポ・エセンティスCEO。経済学・法学専攻。

文化界
- ホセ・オルテガ・イ・ガセット – リベラル哲学者。哲学・文学専攻。
- フリオ・デ・ウルキホ - 著作家・文献学者。
- ゴルカ・チャカルテギ – バスク文学者・辞書編纂者。社会経済学専攻。
- パブロ・マルティン・アスエロ – 東洋学者。ヒスパニック言語学専攻。
- ホン・フアリスティ – 詩人・エッセイスト・翻訳者。ロマンス言語学博士。
- ホセバ・サリオナンディア - 作家。バスク祖国と自由のメンバー。バスク言語学専攻。
- カルロス・ソベラ – 俳優・テレビ司会者。法学専攻。
- アレックス・デ・ラ・イグレシア – 映画監督・脚本家。ゴヤ賞最優秀監督賞受賞（1995年）。哲学専攻。
- エスピード・フレイレ – 作家。プラネータ賞の最年少受賞者（1999年）。英米文学専攻。
- フアン・マヌエル・アブラス – 作曲家・指揮者。